# وحشية الشرطة في الولايات المتحدة

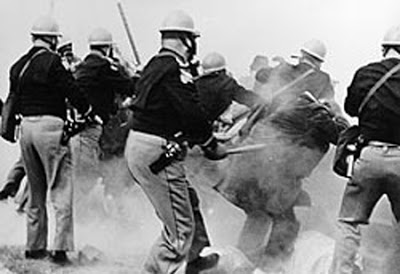

تعني وحشية الشرطة (بالإنجليزية: Police brutality)‏ استخدام القوة المفرطة و/أو غير الضرورية من قِبَل الأفراد الذين تقتضي مهمتهم تطبيق القانون عند التعامل مع المشتبه بهم أو المدنيين. ينطبق هذا المصطلح أيضًا على الانتهاكات التي يرتكبها موظفو السجون ومراكز إعادة التأهيل في البلديات والولايات، وفي المرافق الجنائية، بما في ذلك السجون العسكرية.
عادةً ما يُطبق مصطلح وحشية الشرطة في سياق إلحاق ضرر بدني بشخص ما. وقد ينطوي أيضًا على ضرر نفسي من خلال استخدام أساليب التخويف خارج نطاق إجراءات الشرطة التي تقرُّها السلطات الرسمية. منذ القرنين الثامن عشر والعشرين، قد يكون أولئك الذين شاركوا بأعمال وحشية قد نشأ سلوكهم ذاك عن موافقة ضمنية من النظام القانوني المحلي، مثلما حدث أثناء فترة حركة الحقوق المدنية. وفي العصر الحديث، قد يتصرف أفراد من الشرطة بوحشية بعد موافقة ضمنية من رؤسائهم أو ربما من الضباط الفاسدين. وفي كلتا الحالتين، قد يرتكبون أفعالهم تحت اسم القانون، وكثيرًا ما يعملون في وقت لاحق على تغطية ممارساتهم غير القانونية.
في العقد الأول من القرن الحادي والعشرين، حاولت الحكومة الفيدرالية تتبع عدد القتلى الناتج عن الاشتباكات ضد الشرطة الأميركية، ولكن توقف تمويل هذا البرنامج. وفي عام 2006، أُقر قانون يقضي بالإبلاغ عن جرائم القتل على أيدي الشرطة، لكن العديد من أقسام الشرطة لا تُطبق مثل هذه القواعد. بعض الصحفيين والناشطين قدَّموا تقديرات واستنتاجات، تقتصر على البيانات المُتاحة التي يملكونها. في عام 2019، أطلقت الشرطة النار على 1004 شخص وقُتلوا جميعًا بحسب ما ورد في صحيفة واشنطن بوست، في حين ذكر مشروع تخطيط العنف الذي أطلقه رجال الشرطة وجود 1098 قتيلًا.
منذ القرن العشرين، بُذلت جهود مجتمعية عامة وخاصة عديدة لمكافحة الفساد والأعمال الوحشية داخل سلك الشرطة. وقد حدَّدت هذه الجهود قضايا أساسية مختلفة تساهم في ممارسة الشركة لأعمال الوحشية، بما في ذلك الثقافة ضيقة الأفق لأقسام الشرطة (بما في ذلك جدار الصمت الأزرق)، والدفاع العدواني المُمارس من قِبَل ضباط الشرطة ومقاومة وضع تغييرات داخل دوائر الشرطة، الحماية القانونية الواسعة الممنوحة لضباط الشرطة (مثل الحصانة المؤهلة)، العنصرية التاريخية التي تتسم بها دوائر الشرطة، وعسكرة الشرطة، واعتماد أساليب من شأنها تصعيد حدة التوتر (مثل عدم التسامح المُطلق والتفتيش)، والتدريب غير الكافي لأفراد الشرطة و/أو أكاديميات الشرطة، وسيكولوجية امتلاك السلطة المطلقة التي يتمتعون بها. وقد انتُقِد المبدأ القانوني للولايات المتحدة للحصانة المؤهلة على نطاق واسع لكونه «ـأصبح أداة شبه آمنة للسماح بممارسة الوحشية من قِبَل الشرطة بالإفلات من العقاب وحرمان الضحايا من حقوقهم الدستورية»، مثلما هو مذكور ضمن ملخص تقرير صحيفة رويترز لعام 2020.
وفيما يتعلق بالحلول، فقد اتخذ الناشطون والمدافعون نُهجًا مختلفة ضمن هذا الإطار. يقدم أولئك الذين يدعون إلى إصلاح الشرطة اقتراحات محددة لمكافحة الأعمال والممارسات الوحشية للشرطة، مثل كاميرات القابلة للارتداء، ومجالس المراجعة المدنية، وتحسين تدريبات الشرطة، وتجريد قوات الشرطة من السلاح، والتشريعات الرامية إلى الحدّ من الأعمال الوحشية (مثل قانون العدالة لعام 2020). يُطالب أولئك الذين يؤيدون الشرطة بتحويل الأموال المخصصة لأقسام الشرطة بالكامل أو جزء منها، التي سيُعاد توجيهها إلى مراكز الخدمات الاجتماعية والمجتمعية. أما اولئك الذين يعارضون الشرطة فهم يطالبون بتفكيك أقسام الشرطة وإعادة بنائها من الألف إلى الياء من جديد. ويدعو الذين يطالبون بإلغاء أقسام الشرطة إلى حلّها بالكامل واستبدالها بمراكز خدمات مجتمعية واجتماعية أخرى.

## التاريخ

### دوريات تجارة العبيد
في جنوب الولايات المتحدة، يمكن العثور على بعض من أقدم الممارسات الوحشية لدوريات العبيد. في بداية القرن الثامن عشر، قام المتطوعون البيض بتحسين عمل هذه الدوريات (المعروفة أيضًا باسم «صائدي العبيد»)، والتي كانوا عبارة عن أسراب أمنية. في عام 1704، نُظِّمت أول دورية للعبيد في ولاية كارولاينا الجنوبية. وفي النهاية، قامت جميع الدول التي تملك قانون العبودية بتشكيل دوريات العبيد، وعملت بمثابة أول قوة تابعة للشرطة مموّلة من القطاع العام في الجنوب. وركزت هذه الدوريات على فرض الانضباط وقوانين الشرطة على العبيد الأمريكيين من أصل أفريقي. وقد أسروا عددًا منهم وأعادوا الهاربين، وقمعوا حركات التمرد ، وأرهبوهم من أجل قمع نشوب الثورات (بما في ذلك الضرب وتفتيش منازلهم)، وفصل اجتماعاتهم، وإبقائهم خارج الطريق. بالإضافة إلى أن الدوريات قد قامت بممارسات الاستعباد. تمتعت هذه الدوريات بنفوذ وصلاحيات واسعة، وكان بوسعها أن تدخل بالقوة إلى جميع منازل الناس، في حال اشتبه بهم بإيواء أي من العبيد الفارين. أثناء الحرب الأهلية الأميركية، استمرت دوريات العبيد بممارسة أعمالها. وبعد الحرب الأهلية، في عصر إعادة الإعمار، انضمت مجموعات دوريات العبيد السابقة إلى ميليشيات وجماعات أخرى من البيض، مثل كو كلوكس كلان. وفي الوقت ذاته، بدأت قوات الشرطة في الجنوب بالقيام بدورها وتنظيم حركة الأميركيين من أصل أفريقي الذين اكتسبوا حريتهم. وقد وُضعت قوانين جديدة لتقييد حقوقهم، والتي كانت تُعرف باسم «المدونات السوداء». بحسب ما قاله بعض المؤرخين، فإن الانتقال من دوريات العبيد إلى قوات الشرطة في الجنوب كان انتقالًا سلسًا.

### أقسام الشرطة الأولى
في عام 1838، طورت الولايات المتحدة أول قسم شرطة رسمي لها في بوسطن. ثم تبعتها مدينة نيويورك (1845)، ألباني، نيويورك (1851)، شيكاغو (1851)، نيو أورليانز (1853)، سينسيناتي (1853)، فيلادلفيا (1855)، نيوارك، نيوجيرسي (1857)، بالتيمور (1857). وبحلول ثمانينيات القرن التاسع عشر، امتلكت جميع المدن الأميركية الكبرى أقسام شرطة تابعة لها. مثلما كتب الدكتور. جاري بوتر، «شاركت أقسام الشرطة الأميركية الأولى في خاصيتين رئيسيتين: فقد اشتُهرت بالفساد والممارسات الوحشية بشكل بالغ. ولا ينبغي أن يكون هذا مفاجئًا ذلك أن الشرطة كانت واقعة تحت سيطرة السياسيين المحليين». يقوم زعيم الجناح السياسي المحلي، الذي كان في كثير من الأحيان مالك حانة أو زعيم عصابة، بتعيين رئيس شرطة أحد الأحياء. بالإضافة إلى اتباع رئيس المحكمة أوامر وتوقعات زعيم الجناح المحلي، والتي غالبًا ما تشمل تخويف الناخبين، ومضايقة المعارضين السياسيين، وضمان بقاء مصالح رجال الشرطة على حالها. عادةً ما يكون ضباط الشرطة يتمتعون بمؤهلات أو تدريبات قليلة كضباط إنفاذ القانون، وكثيرًا ما كانوا يتلقون الرشاوى والعمولات. وفي حال نشأت صراعات، فمن الشائع أن يستخدم ضباط الشرطة القوة والوحشية.
في القرن التاسع عشر، كانت وحشية الشرطة موجهة في كثير من الأحيان إلى مجتمعات المهاجرين الأوروبيين، وخاصة القادمين من إيرلندا وإيطاليا وألمانيا وأوروبا الشرقية. إذ كانت الثقافات المختلفة لهذه المجتمعات غالبًا ما تُتهم بأنها «خطيرة»، على سبيل المثال، اعتُبر المهاجرون الأيرلنديون طبقة «خطيرة»، وتعرضوا للتمييز العنصري من قِبَل الأهلانيين. وفي ذلك الحين، وُجد تداخل بين الجريمة المنظمة والأحزاب السياسية، وعادةً ما كانت الشرطة تلقي نظرة عمياء على المقامرة والبغاء، بحسب أوامر الشخصيات ذات النفوذ السياسي.

### قمع الإضراب
بعد الحرب الأهلية، حصد التحول الصناعي والتوسع الحضري نموًا سريعًا في الولايات المتحدة. وكان ذلك مصحوبًا بحركة عُمالية منظمة متصاعدة إذ شكَّل العمال نقابات واتبعوا إجراءات منظمة، مثل الإضراب. بين عامي 1880-1900، حدث في مدينة نيويورك 5090 إضراب، وكانت شيكاغو قد قامت ب1737. وقد وصفت النخب الاقتصادية في ذلك العصر هذه الإضرابات بأنها «أعمال شغب»، وشجعوا الشرطة على قمعها. ونتيجةً لذلك، قامت الشرطة بقمع الإضرابات بطريقتين أساسيتين: العنف الشديد والاعتقالات الجماعية «للجمهور العام».
كان التصنيع والتحضر من الأمور النامية بسرعة في الولايات المتحدة بعد الحرب الأهلية. ترافق ذلك مع حركة عمالية منظمة صاعدة، شكل فيها العمال نقابات وانضموا إلى أفعال منظمة كالإضرابات مثلًا. شهدت مدينة نيويورك 5090 إضرابًا بين عامي 1880 و1900، وشهدت شيكاغو 1737 إضرابًا. وصفت النخب الاقتصادية في ذلك العصر تلك الإضرابات بأنها أعمال شغب، وشجعوا الشرطة على قمعها. وبالتالي، قامت الشرطة بتفريق الإضرابات من خلال طريقتين أساسيتين: العنف المفرط والقيام باعتقالات «النظام العام» على نطاق واسع. سمحت بعض حكومات الولايات لقوات الشرطة المخصخصة بقمع الإضرابات، مثل شرطة الفحم والحديد في ولاية بنسلفانيا. غالبًا ما أشرفت وكالات المباحث الخاصة، مثل بينكرتون، على هذه الجهود. وخرجت المواجهات العنيفة من هذا النظام، مثل مذبحة لاتيمر (1897)، التي قُتل فيها 19 من عمال المناجم غير المسلحين، وإضراب الفحم عام 1902، الذي اشتمل على معركة ضارية استمرت خمسة أشهر. في النهاية، قررت حكومات الولايات أنه سيكون من الأسهل عمل الشرطة مع القوات العامة، ما أدى إلى إنشاء قوات شرطة الولاية (مثل شرطة ولاية بنسلفانيا، التي شكلت في عام 1905).

### جيم كرو ساوث
بحلول أواخر القرن التاسع عشر، بدأت الحكومات المحلية وحكومات الولايات في تمرير قوانين جيم كرو. فرضت تلك القوانين الفصل العنصري الصارم في المدارس والمتنزهات والأحياء والمطاعم وغيرها من الأماكن العامة. شهدت هذه الحقبة ارتفاعًا في عمليات الإعدام خارج نطاق القانون وقتل الأمريكيين من أصل أفريقي، مع عدم قيام الشرطة باعتقال الجناة. تشير التقديرات إلى أن «نصف عمليات الإعدام خارج نطاق القانون على الأقل تحدث بمشاركة ضباط الشرطة، وأنه في تسعة أعشار العمليات الأخرى إما يتغاضى الضباط عنها أو لا يبالون بحدوثها»، كما أفاد آرثر ف. 1933. في غضون ذلك، عانى الأمريكيون من أصل أفريقي من وحشية الشرطة، مثل ضرب إسحاق وودوارد عام 1946 في باتسبيرغ بولاية ساوث كارولينا. بسبب وحشية قوانين جيم كرو، فر العديد من الأمريكيين الأفارقة إلى المدن الشمالية والغربية في منطقة الهجرة الكبرى، حيث تعرضوا أيضًا لقسوة الشرطة.

### التأهيل المهني للشرطة
في الولايات المتحدة، كان لتمرير قانون فولستيد (المعروف باسم قانون الحظر الوطني) في عام 1919 تأثير سلبي طويل المدى على ممارسات الشرطة. أثناء الحظر (1919-1933)، تفاقمت مشكلة فساد الشرطة، بالتماشي مع نمو مستوى الجريمة بشكل كبير استجابةً للطلب على الكحول غير القانوني. صعدت العديد من وكالات إنفاذ القانون من استخدام الممارسات غير القانونية. عادة ما يتم رشوة ضباط الشرطة حتى تستمر عمليات التهريب والمحادثات، بالإضافة إلى ازدهار عوالم الجريمة المنظمة في مدن مثل شيكاغو ونيويورك وفيلادلفيا. أصبح بعض ضباط الشرطة موظفين لدى عصابات الجريمة المنظمة، وساعدوا في أداء مهام، مثل مضايقة وترهيب المنافسين.
بحلول وقت إدارة هوفر (1929-1933)، ارتفعت القضية إلى الاهتمام الوطني وشكلت اللجنة الوطنية لمراقبة وإنفاذ القانون (المعروفة باسم لجنة ويكرشام) للنظر في الوضع. خلص «تقرير عن الخروج على القانون في إنفاذ القانون» المنشور في 1931 إلى أن «الدرجة الثالثة - أي استخدام الوحشية الجسدية أو غيرها من أشكال القسوة للحصول على معلومات أو اعترافات قسرية - منتشرة على نطاق واسع». في السنوات التي أعقبت التقرير، ساعدت الأحكام القانونية البارزة مثل قضية براون ضد ميسيسيبي على ترسيخ التزام قانوني باحترام شرط الإجراءات القانونية في التعديل الرابع عشر.
كانت النتيجة بداية حقبة جديدة في تطبيق القانون في الولايات المتحدة، تهدف إلى إضفاء الطابع المهني على الصناعة وإصلاحها. وقد تقرر أن تعمل الشرطة بشكل منفصل عن الأجنحة أو القادة السياسيين، وعدلت دوائر الشرطة بحيث لا تتداخل مع الدوائر السياسية. أصبحت أقسام الشرطة أكثر بيروقراطية مع تسلسل قيادي واضح. وضعت ممارسات جديدة لتجنيد وتدريب ومكافأة ضباط الشرطة. بحلول الخمسينيات من القرن الماضي، بدأ ضباط الشرطة في الفوز بحقوق المفاوضة الجماعية وتشكيل النقابات، بعد فترة طويلة من عدم السماح لهم بتشكيل النقابات (خاصة بعد إضراب شرطة بوسطن في عام 1919).
ومع ذلك، لم يرحب بتلك التغييرات من قبل جميع أفراد المجتمع. تبنت أقسام الشرطة تكتيكات غالبًا ما تثير استعداء الناس، مثل التوقيف العدواني والتفتيش. كما أصبحت أقسام الشرطة منفصلة بشكل متزايد و«معزولة عن الحياة العامة» نتيجة لهذه التغييرات، وفقًا لمؤرخ الجريمة صمويل ووكر. لهذه الأسباب، من بين أسباب أخرى، لم تكن مجهزة بشكل خاص للتعامل مع الاضطرابات الثقافية والاجتماعية في الستينيات.

### عصر حركة الحقوق المدنية
كانت حركة الحقوق المدنية هدفًا للعديد من حوادث وحشية الشرطة في نضالها من أجل العدالة والمساواة العرقية، ولا سيما خلال حملة بيرمنغهام من 1963 إلى 1964 وأثناء مسيرات سلمى إلى مونتغمري عام 1965. أثارت التغطية الإعلامية للوحشية غضبًا وطنيًا، ونتيجة لذلك، نما التعاطف العام مع الحركة بسرعة. انتقد مارتن لوثر كينغ جونيور وحشية الشرطة في خطاباته. علاوة على ذلك، تميزت تلك الفترة بأعمال شغب ردًا على عنف الشرطة ضد الأمريكيين من أصل أفريقي واللاتينيين، بما في ذلك أعمال شغب هارلم عام 1964، وأعمال شغب فيلادلفيا لعام 1964، وأعمال شغب واتس (1965)، وأعمال شغب شارع الانقسام (1966)، وأعمال شغب ديترويت عام 1967. في عام 1966، شكل حزب الفهود السود من قبل هيوي نيوتن وبوبي سيل، من أجل تحدي وحشية الشرطة ضد الأمريكيين الأفارقة من أقسام الشرطة البيضاء بشكل غير متناسب. غالبًا ما أدى الصراع بين حزب الفهود السود ومختلف أقسام الشرطة إلى أعمال عنف مع مقتل 34 عضوًا من حزب الفهود السود و15 ضابط شرطة.
في عام 1968، نظمت حركة الهنود الأمريكيين في مينيابوليس، مينيسوتا، ردًا على وحشية الشرطة الواسعة النطاق المستخدمة ضد الأمريكيين الأصليين في المناطق الحضرية. أسسها دينيس بانكس، وكلايد بيليكورت، وفيرنون بيليكورت، ورسل مينز، نمت الحركة بينما انتقل 75% من الأمريكيين الأصليين إلى المناطق الحضرية، وأصبحوا هنودًا حضريين نتيجة لقانون الإنهاء الهندي الفيدرالي والسياسات الأخرى. قبلت حركة الهنود الأمريكيين لاحقًا من قبل الحكماء التقليديين الذين يعيشون في محميات الأمريكيين الأصليين.
حركة الحقوق المدنية وحركة الهنود الأمريكيين استهدفتا أيضًا من قبل مكتب التحقيقات الفيدرالي في برنامج يسمى مشروع كوينتيلبرو (1956-1979) وما بعده. بموجب هذا البرنامج، استخدم مكتب التحقيقات الفيدرالي عملاء سريين وشرطة لخلق العنف والفوضى داخل الجماعات السياسية، مثل حركة الهنود الحمر، وحزب العمال الاشتراكي، وحزب الفهود السود، ومنظمة الوحدة الأفريقية الأمريكية. قامت الشرطة والعملاء السريون بإيذاء المنظمين واغتيال القادة. قُتل قادة الفهود السود مارك كلارك وفريد هامبتون في مداهمة قام بها مكتب التحقيقات الفيدرالي عام 1969 في شقة هامبتون في شيكاغو.